# Ried-Siedlung
Die Ried-Siedlung (auch Riedsiedlung) ist ein Wohnplatz auf der Gemarkung des Königheimer Ortsteils Gissigheim im Main-Tauber-Kreis im Nordosten Baden-Württembergs.

## Geographie
Die umgebenden Orte sind Gissigheim im Nordnordosten, die Badholz-Siedlung im Westen, Hof Esselbrunn im Südosten, Brehmen im Südwesten sowie Hof Birkenfeld und Pülfringen im Westen.
Die Ried-Siedlung wird durch den Adelsgraben entwässert, der am oberen Ende des Küttentals am Nordrand des Stöckichs entsteht. Der Adelsgraben mündet nach etwa 3,5 km in Gissigheim von rechts in den Brehmbach, der wiederum bei Tauberbischofsheim von links in die untere Tauber mündet.

## Geschichte
Auf dem Messtischblatt Nr. 6423 „Gissigheim“ von 1886 war der Ort noch unbesiedelt; lediglich ein Wegkreuz war vor Ort zu erkennen. Auf dem aktualisierten Messtischblatt Nr. 6423 „Gissigheim“ von 1937 vor Ort ist nur ein kleines Gebäude neben besagtem Wegkreuz verzeichnet. Der Wohnplatz kam als Teil der ehemals selbständigen Gemeinde Gissigheim am 1. Januar 1972 zur Gemeinde Königheim.

## Wirtschaft und Infrastruktur

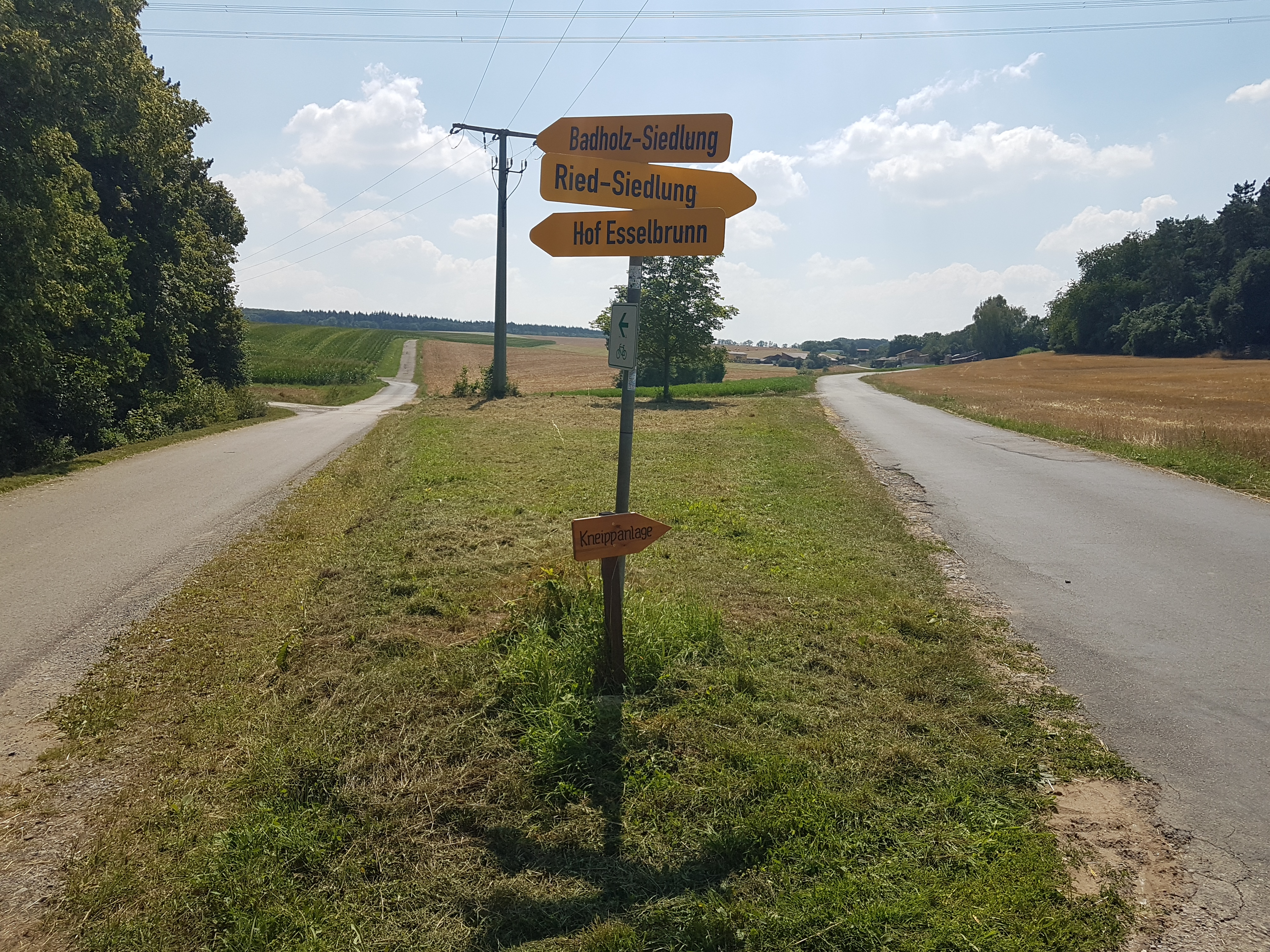
Abzweigung zur Ried-Siedlung bei Gissigheim

### Biogasanlage
Am Wohnplatz wird eine Biogasanlage betrieben.

### Verkehr
Der Wohnplatz Ried-Siedlung ist über einen von der K 2836 abzweigenden Wirtschaftsweg zu erreichen. Daneben aus Richtung Gissigheim über einen Wirtschaftsweg, der am Ortsende nach der Straße Schützenbaum folgt. An der Ried-Siedlung befindet sich die gleichnamige Straße Riedsiedlung